# 电子竞技世界杯
电子竞技世界大会（簡稱ESWC），舊名於2016年之前稱為電子競技世界盃（Electronic Sports World Cup，簡稱ESWC），是一跨遊戲項目的國際職業遊戲錦標賽，于2003年在法国创立，前身为电竞赛事 LAN Arena。

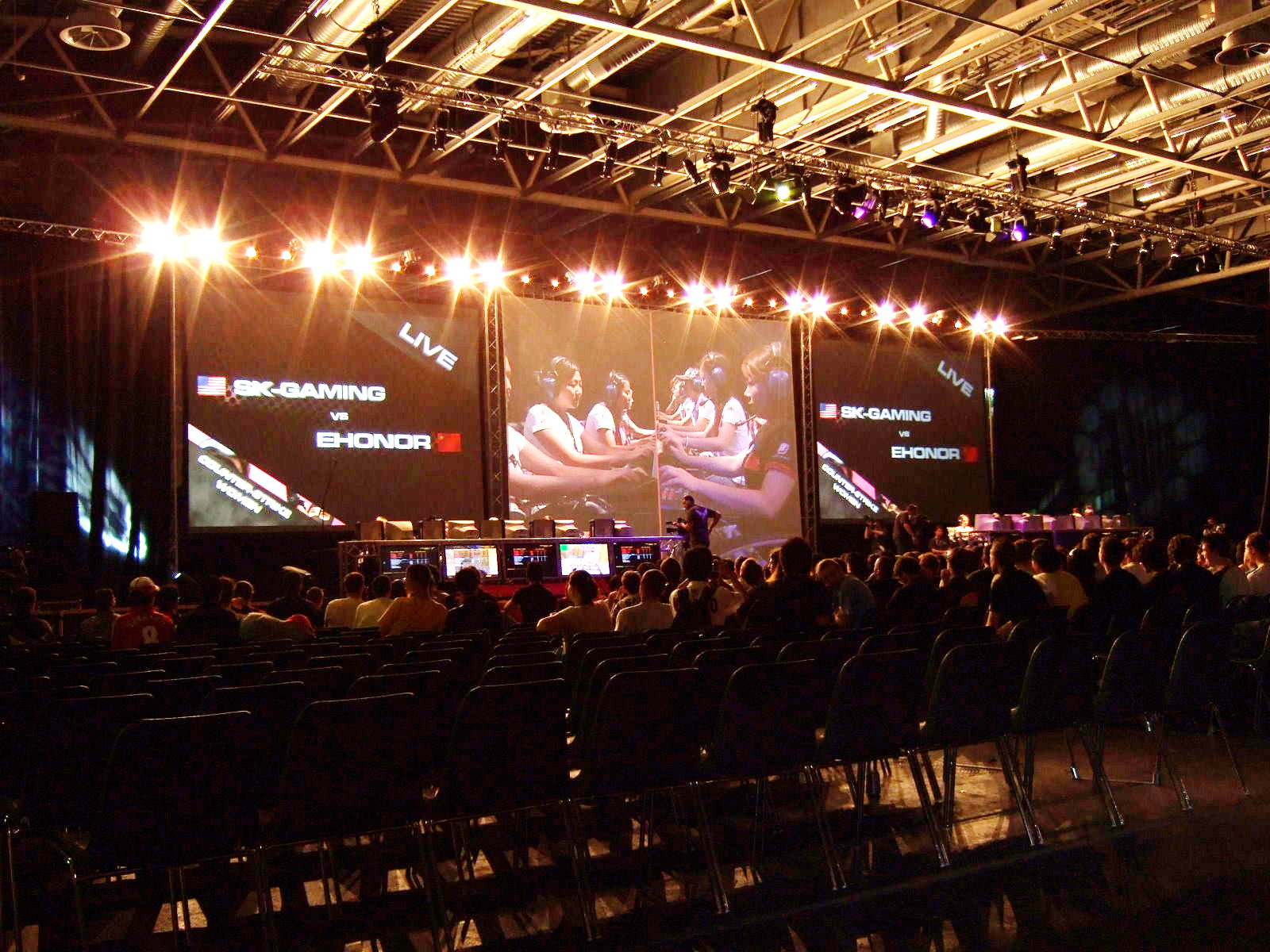
电子竞技世界杯2007年絕對武力女子決賽現場

每年世界各國預選賽的獲勝者將代表其國家參加ESWC總決賽，ESWC賽事因其組織嚴謹和為觀眾呈現精彩賽事的能力而廣受讚譽，亦曾為全球三大电子竞技赛事（WCG、CPL 和 ESWC）之一。

## 歷史沿革

### 2000年代：全球電競赛事興起
ESWC最初由法國公司 Ligarena 創辦，該公司此前曾在法國以 LAN Arena 的名義舉辦過一些小型區域網路（Local Area Network）賽事，例如：於法國巴黎2000年舉辦的 LAN Arena 4和2002年舉辦的 LAN Arena 7。
2003年，Ligarena決定開展更大規模的賽事，ESWC就此誕生。
世界電子競技大賽（WCG）、職業電子競技聯盟（CPL）和电子竞技世界杯（ESWC）這三個賽事確實是早期電競史上非常重要的全球性綜合賽事，在當時被廣泛視為頂級賽事。它們的特點是會囊括多款不同遊戲的比賽，類似於電競界的奧運會。
2005年，Ligarena 更名為 Games-Services。
2009年，ESWC被另一家法國公司 Games-Solution 收購，並成為其品牌所有者。

### 2010年代：電競產業變化
2012年，專注於電競的機構Oxent收購了ESWC。
然而，隨著電競產業的發展和遊戲生態的變化，WCG 在2014年一度停辦，雖然近年有嘗試復辦，但影響力已不如從前；而ESWC的規模和影響力也大不如前。

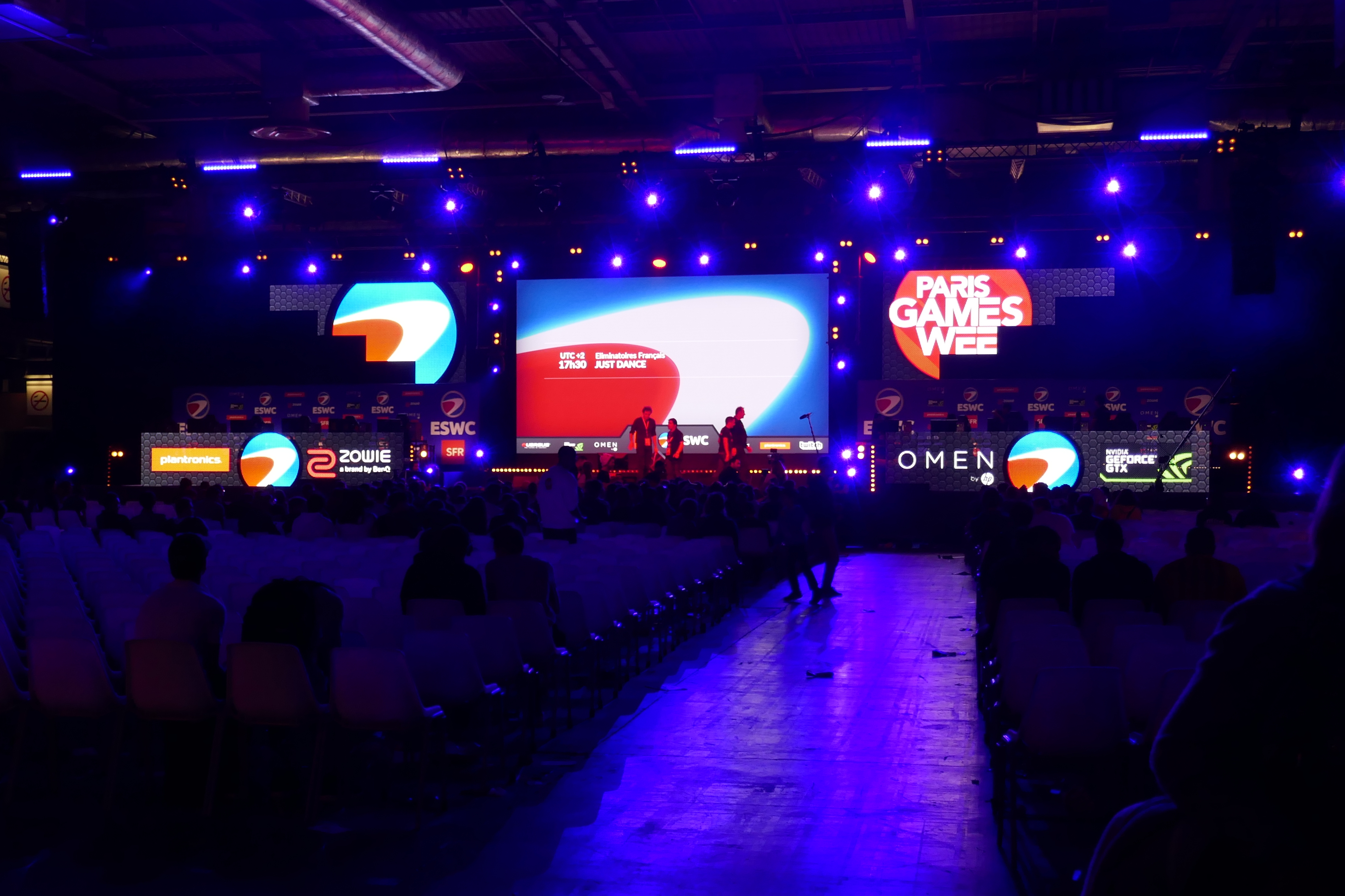
2016年巴黎遊戲周比賽現場

2016年，根據 ESWC 變更後的賽事介紹，未來賽事將不再以電競賽事的形式舉辦，而是將轉為遊戲節性質的活動。因此 ESWC 名稱由电子竞技世界杯（Electronic Sports World Cup）改為電子競技世界大會（eSports World Convention），例如：2016年6月於韓國濟州島舉辦 ESWC 2016 的《決勝時刻》項目就以附加賽級別的邀請賽形式。
2018年，為ESWC舉辦賽事的最後一年，例如：於2018年10月巴黎遊戲周（PGW）的 eSports World Convention 2018，以及2018年12月的 ESWC Africa 2018。

### 2020年代：ESWC品牌遭收購
2023年10月，ESWC品牌被電競世界盃基金會（Esports World Cup Foundation）收購。
電子競技世界盃（Electronic Sports World Cup，簡稱ESWC）易與電競世界盃（Esports World Cup，簡稱EWC）混淆，而EWC是由沙烏地阿拉伯公共投資基金主辦的年度國際電競錦標賽，首屆EWC舉辦於2024年沙烏地阿拉伯利雅德，是取代Gamers8的年度國際電競比賽，並由電競世界盃基金會營運。
現今全球電競的格局已經發生了很大的變化，更多是圍繞著特定熱門遊戲的單一遊戲世界賽，若以當前（2025年）的標準來看「全球三大電子競技賽事」，通常會指那些擁有最大觀看人數、最高獎金池和最廣泛全球影響力的遊戲單項賽事。基於這個標準，除了WCG、CPL和ESWC這類老牌綜合賽事外，2020年代中期所公認的「三大電子競技賽事」會是：英雄聯盟全球總決賽（League of Legends World Championship，簡稱Worlds）、Dota 2國際邀請賽（The International，簡稱TI）和反恐精英特級錦標賽（Counter-Strike Major Championships，簡稱Major）。

## 外部連結
- 官方网站